# Tomás Eloy Martínez

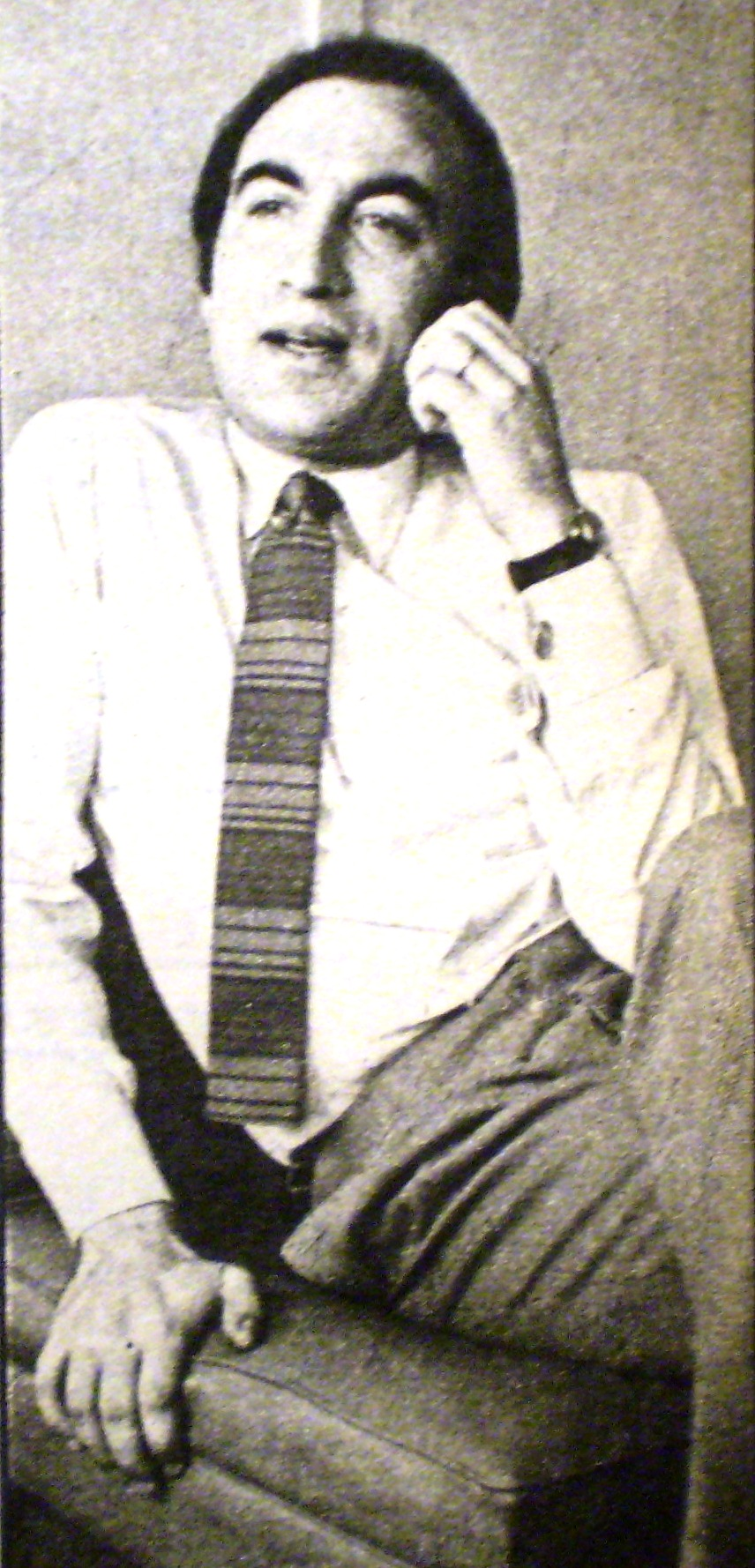
Tomás Eloy Martínez (1971)

Tomás Eloy Martínez (ur. 16 lipca 1934 w Tucumán, zm. 31 stycznia 2010 w Buenos Aires) – argentyński pisarz i publicysta.
Ukończył studia (literaturoznawstwo) w rodzinnym mieście, studiował także w Paryżu. W latach 1957–1961 był krytykiem filmowym La Nación. Później był redaktorem w magazynach Primera Plana (1962-1969) oraz Panorama. W latach 1972–1975 ponownie pracował w La Nación, w 1975 wyjechał z Argentyny i osiadł w Wenezueli, gdzie znajdował się m.in. wśród założycieli El Diario (1979). Pisał także do meksykańskiego Siglo 21 i – już w latach 90. – argentyńskiego Página/12.
Jest autorem zbiorów esejów, reportaży, krytyki literackiej, powieści. W 1961 opublikował Estructuras del cine argentino, w 1969 powieść Sagrado. La pasión según Trelew (1974) to reportaż opowiadający o buncie więźniów politycznych w więzieniu w Rawson. W Polsce ukazały się trzy powieści Argentyńczyka: Evita (o Evie Perón), nagrodzony Premio Alfaguara Lot królowej oraz Tango w Buenos Aires – bohaterem tej książki jest Amerykanin zafascynowany tangiem. 

## Polskie przekłady
- Evita (Santa Evita 1995)
- Lot królowej (El vuelo de la reina 2002)
- Tango w Buenos Aires (El cantor de tango 2004)